# Rossville (Staten Island)
Rossville is een wijk van het New Yorkse stadsdeel Staten Island. Het ligt in het zuidelijke deel van het eiland, en wordt bestuurd door de Staten Island Community Board 3. Het voormalige Afro-Amerikaans dorp Sandy Ground is een buurt van Rossville.

## Geschiedenis
Het gebied rond Rossville was bewoond door inheemsen van het Raritanvolk. In 1667 werd Staten Island door de Vrede van Breda aan het Verenigd Koninkrijk toegewezen, maar het gebied bleef wild. In 1684 werd het verkend en opgemeten. In 1692 werd de eerste grond verkocht aan de hugenoot Daniel Perrin, en Smoking Point genoemd.
In 1722 werd een veerboot naar New Jersey opgericht met de Blazing Star. Een woonwijk ontwikkelde zich rond de herberg en werd Blazing Star genoemd naar de veerboot. In de jaren 1830 bouwde William Ross een replica van Windsor Castle bij Blazing Star dat later de naam Lyon Castle kreeg. De naam van het dorp werd later gewijzigd in Rossville ter ere van Ross. Rond 1920 werd het kasteel gesloopt.

## Sandy Ground
Sandy Ground is een van de oudste Afro-Amerikaanse gemeenschappen van de Verenigde Staten. In 1827 werd de slavernij afgeschaft in de staat New York.  In 1828 kocht kapitein John Jackson een stuk grond in het gebied. Een gemeenschap van vrije Afro-Amerikanen ontstond in Sandy Ground. In 1850 werd de A.M.E. Zionkerk gesticht, en in 1880 had Sandy Ground ongeveer 150 inwoners. De economie was gedeeltelijk gebaseerd op de oestervisserij, maar in 1910 was het water rond Staten Island zwaar vervuild en de vissers vertrokken.

## Recente geschiedenis
Rossville bleef lange tijd een agrarische gemeenschap met een groot bosgebied. In de jaren 1970 werd de West Shore Expressway (NY-440) aangelegd, en vervolgens begon een proces van suburbanisatie in Rossville vanwege de gunstige ligging. De wijk is inmiddels volgebouwd met appartementen en twee-onder-een-kapwoningen, en de oorspronkelijke bevolking is vertrokken. In 2008 waren er 10 families overgebleven. Aan de andere kant van de snelweg liggen voornamelijk industrieterreinen met autobedrijven.

## Galerij

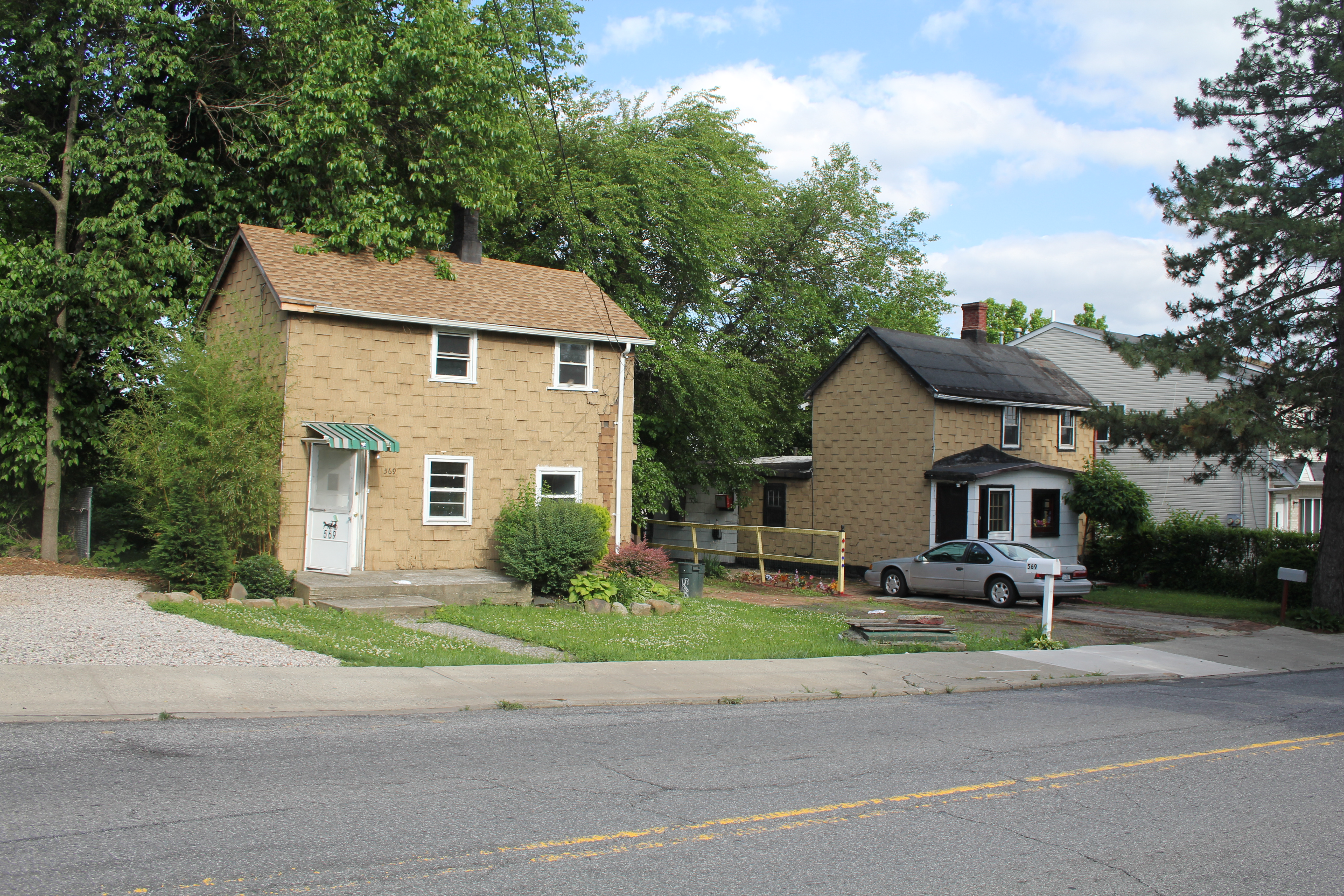
Bloomingdale Road Cottages
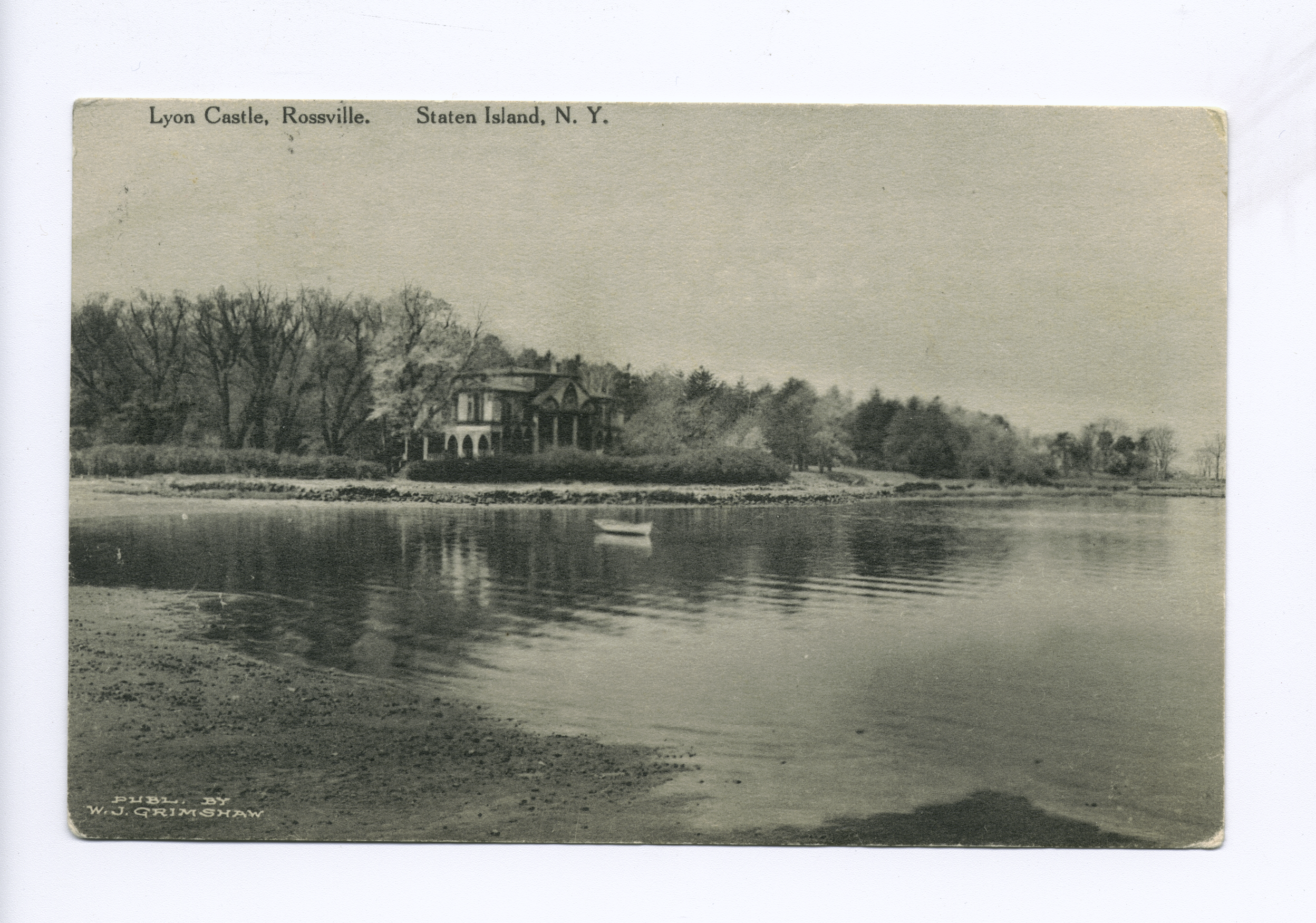
Lyon Castle
Oude kaart van Rossville (1906-1913)
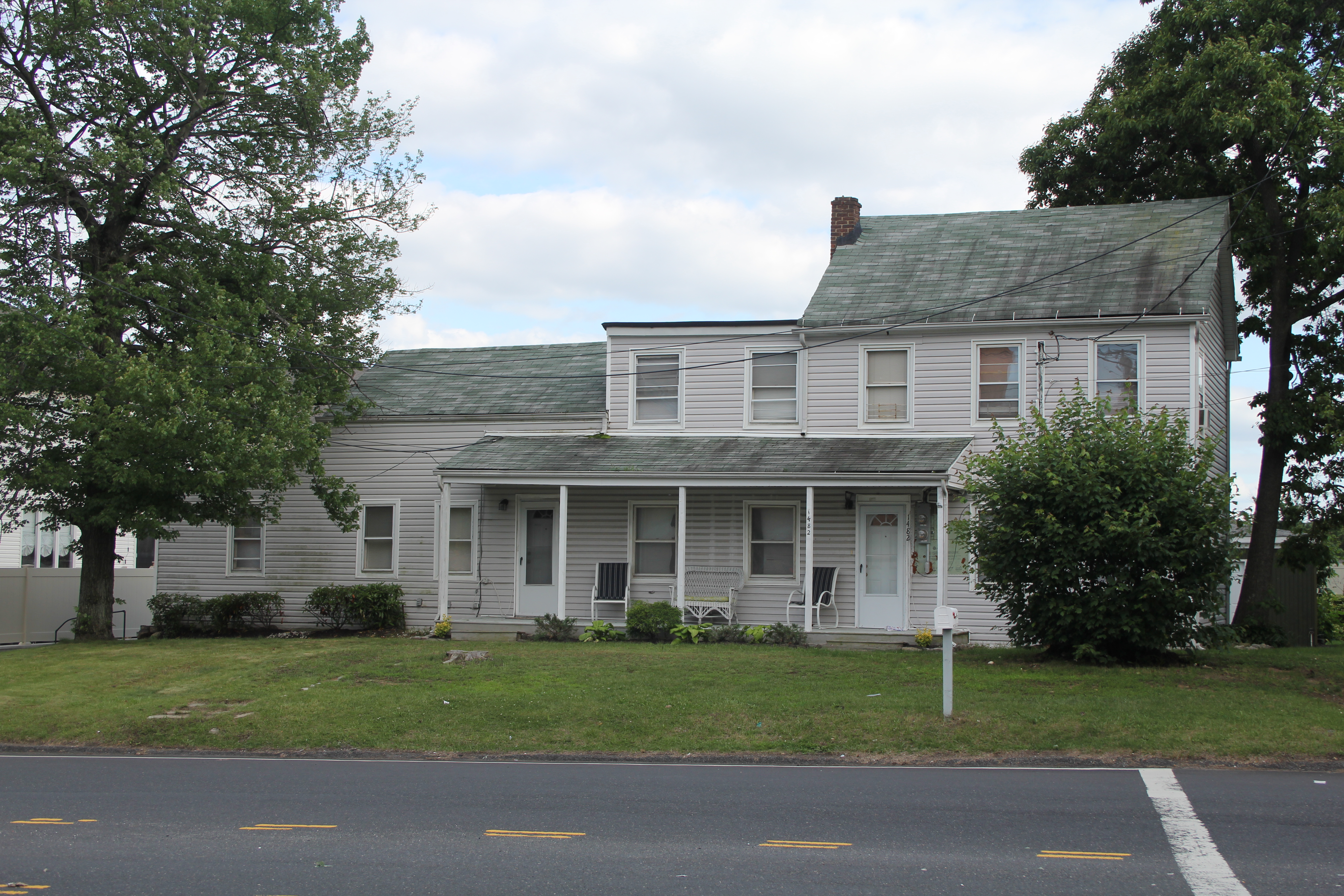
Pastorie van Sandy Ground

Great Kills · New Dorp · Port Richmond · Rossville (Sandy Ground) · South Beach · St. George · Todt Hill · Tottenville